# Тенасеримски лангур
Тенасеримският лангур още тенасеримски лутунг (Trachypithecus barbei) е вид бозайник от семейство Коткоподобни маймуни (Cercopithecidae).

## Разпространение
Видът е разпространен в Мианмар и Тайланд.